# Bisdom Buta
Het bisdom Buta (Latijn: Dioecesis Butana) is een rooms-katholiek bisdom in Congo-Kinshasa met als zetel Buta. Het is een suffragaan bisdom van het aartsbisdom Kisangani en werd opgericht in 1959. 
Het bisdom is ontstaan uit het in 1898 opgerichte apostolische prefectuur Uélé (later West-Uélé). In 1924 werd het verheven naar het apostolisch vicariaat van West-Uélé (later Buta). In 1959 werd Buta een bisdom en de eerste bisschop was Georges Désiré Raeymaeckers, O. Praem.. 
In 2018 telde het bisdom 16 parochies. Het bisdom heeft een oppervlakte van 60.000 km2 en telde in 2018 497.000 inwoners waarvan 62,6% rooms-katholiek was. 

## Bisschoppen
- Georges Désiré Raeymaeckers, O. Praem. (1959-1960)
- Jacques Mbali (1961-1996)
- Joseph Banga Bane (1996-2021)
- Martin Banga Ayanyaki, O.S.A. (2024-)